# Dance Beatは夜明けまで
「Dance Beatは夜明けまで」（ダンスビートはよあけまで）は、1986年6月10日にビクター音楽産業より発売された荻野目洋子の9枚目のシングル。

## 概要
荻野目自身主演のTBS系テレビドラマ『早春物語〜私、大人になります〜』（1986年5月～7月放映）主題歌。
オリコンチャートでは最高位は第4位、シングル売上は15万枚近いセールスを記録した。
TBS系音楽番組『ザ・ベストテン』では3週連続でランクイン、最高位は8位だった。

## 収録曲
1. Dance Beatは夜明けまで（3分41秒）
作詞：森浩美／作曲：NOBODY／編曲：西平彰
  - TBS系ドラマ『早春物語〜私、大人になります〜』主題歌
  - 第28回日本レコード大賞・金賞受賞
  - イントロ部分〜フジテレビ系ワイドショー『TIME:3』内で、CMに入る前に使用
2. ベルベットの悪戯（4分12秒）
作詞：川村真澄／作曲・編曲：渡辺博也
  - TBS系ドラマ『早春物語〜私、大人になります〜』挿入歌